# Jungle World
Jungle World es un periódico semanal alemán de izquierdas publicado en Berlín, Alemania y Austria.

## Historia
Fundado inicialmente en 1997 por los redactores en huelga del diario alemán de izquierda Junge Welt, se convirtió en independiente después de sólo unos pocos números. Hoy en día, es publicado por Jungle World Verlags GmbH en nombre de más de treinta autores actuales y antiguos, redactores y empleados, así como amigos del periódico.
Jungle World es conocido por sus posiciones antinacionalistas y cosmopolitas que reflejan las de la "izquierda no dogmática" en Alemania. Los artículos se publican en la edición digital del semanario en los días posteriores a la publicación. Según el Ministerio Federal de Asuntos Familiares de Alemania, el periódico recoge regularmente cuestiones del espectro antialemán de extrema izquierda y contiene referencias a actividades de extrema izquierda. El periódico tiene escritores habituales que son antialemanes.
Desde su relanzamiento en su décimo aniversario en 2007, Jungle World cuenta con dos secciones: la exterior se ocupa principalmente de noticias políticas y análisis sobre asuntos alemanes e internacionales, así como debates, la sección interior ofrece crítica cultural y literaria, sátira mordaz y un artículo más largo en forma de dossier. Desde abril de 2008 su sitio web también alberga una serie de blogs.
El número 1.000 del periódico se publicó el 7 de junio de 2017. Para el vigésimo aniversario, esto quedó totalmente a cargo de antiguos empleados.